# Dominique Yvon
Pour les articles homonymes, voir Yvon.
Dominique Yvon, née le 5 juillet 1968 à Versailles en Île-de-France, est une patineuse artistique française de danse sur glace. Avec son partenaire Frédéric Palluel, ils ont été deux fois champions de France en 1989 et 1992.

## Biographie

### Enfance
Dominique Yvon suit un début de scolarité normal à l'école primaire Claude Monet à Bougival (de 1974 à 1979) et au collège Suger à Vaucresson (de 1979 à 1982) ; elle poursuit au CNED et obtient son baccalauréat série B avec mention en 1986. Elle effectue des études supérieures en licence LEA en parallèle avec sa carrière sportive.

### Carrière sportive
Elle pratique la danse sur glace de haut-niveau avec sa partenaire Frédéric Palluel. Ils sont doubles champions de France 1989 à Limoges et 1992 à Bordeaux.
Ils représentent la France à un mondial junior (1986 à Sarajevo), quatre championnats européens (1989 à Birmingham, 1990 à Léningrad, 1991 à Sofia et 1992 à Lausanne), quatre mondiaux seniors (1988 à Budapest, 1989 à Paris, 1991 à Munich et 1992 à Oakland) et aux Jeux olympiques d'hiver de 1992 à Albertville.
Ils arrêtent les compétitions sportives après les mondiaux de 1992.

### Reconversion
Après avoir quitté le patinage amateur en mai 1992, après les championnats du monde à Oakland, Dominique Yvon s'oriente vers des études de communication à l'École française des attachés de presse (EFAP) de Levallois-Perret dont elle sortira diplômée en 1994. Parallèlement, elle passe son brevet d'Etat d'éducateur sportif pour enseigner le patinage, ce qu'elle fera jusqu'en 2002.
Elle est connue aujourd'hui sous le nom de Dominique Laporte-Yvon.

## Palmarès
| Compétitions principales      | 1986    | 1987    | 1988    | 1989    | 1990    | 1991    | 1992    |  |  |  |  |  |  |  |
| Jeux olympiques d'hiver       |         |         |         |         |         |         | 8e      |  |  |  |  |  |  |  |
| Championnats du monde         |         |         | 16e     | 12e     | F       | 8e      | 7e      |  |  |  |  |  |  |  |
| Championnats d’Europe         |         |         |         | 8e      | 6e      | 7e      | 7e      |  |  |  |  |  |  |  |
| Championnats de France        |         | 3e      | 2e      | 1re     | 2e      | F       | 1re     |  |  |  |  |  |  |  |
| Championnats du monde juniors | 5e      |         |         |         |         |         |         |  |  |  |  |  |  |  |
|                               |         |         |         |         |         |         |         |  |  |  |  |  |  |  |
| Autres Compétitions           | 1985/86 | 1986/87 | 1987/88 | 1988/89 | 1989/90 | 1990/91 | 1991/92 |  |  |  |  |  |  |  |
| Skate America                 |         |         |         | 7e      | 4e      |         | 3e      |  |  |  |  |  |  |  |
| Skate Canada                  |         |         |         |         |         |         |         |  |  |  |  |  |  |  |
| Coupe d'Allemagne             |         | 3e      |         |         |         |         |         |  |  |  |  |  |  |  |
| Trophée de France             |         |         | 5e      | 5e      | 4e      |         | 2e      |  |  |  |  |  |  |  |
| Moscou Skate                  |         | 6e      |         |         |         |         |         |  |  |  |  |  |  |  |
| Trophée NHK                   |         |         |         | 4e      |         | 4e      |         |  |  |  |  |  |  |  |
| Légende : F = Forfait         |         |         |         |         |         |         |         |  |  |  |  |  |  |  |

## Sources
- Le livre d'or du patinage d'Alain Billouin, édition Solar, 1999

- Ressource relative au sport :   - Olympedia